# Angelo Massafra

Wappen von Angelo Massafra als Erzbischof von Shkodra-Pult

Angelo Massafra OFM (* 23. März 1949 in San Marzano di San Giuseppe) ist ein italienischer Geistlicher und emeritierter Erzbischof von Shkodra-Pult.

## Leben
Angelo Massafra trat der Ordensgemeinschaft der Franziskaner bei, und der Bischof von Lecce, Francesco Minerva, spendete ihm am 21. September 1974 die Priesterweihe.
Papst Johannes Paul II. ernannte ihn am 7. Dezember 1996 zum Bischof von Rrëshen. Die Bischofsweihe spendete ihm der Papst persönlich am 6. Januar des nächsten Jahres; Mitkonsekratoren waren Giovanni Battista Re, Substitut des Staatssekretariates, und Miroslav Stefan Marusyn, Sekretär der Kongregation für die orientalischen Kirchen. 
Am 28. März 1998 wurde er zum Erzbischof von Shkodra ernannt. Ab der Zusammenlegung des Erzbistums mit dem Bistum Pult im Januar 2005, das er bereits seit 1998 mitverwaltet hatte, war er Erzbischof von Shkodra-Pult. Nach dem Tod von Rrok Mirdita im Dezember 2015 wurde er Leiter der Albanischen Bischofskonferenz.
Am 8. Januar 2025 nahm Papst Franziskus das altersbedingte Rücktrittsgesuch von Angelo Massafra an.